# Eivind Still
Mika Eivind Still, född 14 maj 1931 i Jakobstad, död 19 mars 2022, var en finländsk segelbåtskonstruktör. 
Still, som blev filosofie kandidat 1956, arbetade 1954–1976 som matematiklärare i bland annat Vasa och Jakobstad samt tjänstgjorde i flera repriser som rektor vid Jakobstads samlyceum/gymnasium. Han ritade båtar på fritiden, och kappseglade aktivt. Det stora genombrottet kom 1976 med 3/4-tonnaren "Finn-fire II", som segrade i VM för klassen i England. Efter denna framgång tog han 1977 steget fullt ut och blev yachtkonstruktör på heltid, från 1985 som verkställande direktör för Kb Still Yachts. Han riktade in sig främst på konstruktion av förmånliga, beboeliga familjebåtar i det nya materialet glasfiberarmerad plast. Hans första säljsuccé var "Finn 26", som 1976–1986 byggdes i ett hundratal exemplar av Marinform. Nästa storsäljare var 25-fotaren "Finn Express 83", som kom ut på marknaden 1981 och som tillverkaren Nykra Ab till dags dato har levererat i drygt 200 exemplar. Ett exklusivare segment representeras av "Finn-fire 33", "Maestro 35" och "Still 900".
"Still 525", en stor centerbordsjolle för tre personer, lanserades 1982. Typen fann en marknad som skolningsbåt inom segelföreningarna, samt som så kallad villabåt med god bärförmåga. 525:an tillverkades under 1980-talet i närmare 500 exemplar, men lyckades som nationell kappseglingsklass inte ta upp kampen med den väletablerade lightningen. Stills följande jolleprojekt (1989) var 380, en tvåmansbåt med trapets och spinnaker. Båten seglade väl och marknadsfördes till ett facilt pris. Efter en lovande början med närmare tvåhundra sålda båtar tynade klassen av.
Still gjorde även en stark insats som byggare och konstruktör av moderna 5,5 metersyachter. Still Yachts byggde först den av Hans Groop ritade femfemman "Tre Gubbar", som tog hem Guldpokalen 1986. Därefter fattade Still själv ritstiftet och skapade linjerna till bland annat Johan Gullichsens "Addam" och Erik Aikalas "Zorina", som representerade Finland vid Guldpokalerna 1990 resp. 1992, dock utan seger. Dessa samt bland annat kung Olavs "Norna XII" byggdes vid Still Yachts i Jakobstad. Han var även engagerad i Segelsällskapet i Jakobstad, bland annat som kommodor 1981–1991.